# Рамполла дель Тиндаро, Мариано
Мариано Рамполла, маркиз дель Тиндаро (итал. Mariano Rampolla del Tindaro; 17 августа 1843, Полицци-Дженероза, королевство Обеих Сицилий — 16 декабря 1913, Рим, королевство Италия) — итальянский куриальный кардинал, папский дипломат и доктор обоих прав. Секретарь по восточным делам Священной Конгрегации Пропаганды Веры с 1877 по 16 ноября 1880. Секретарь Священной Конгрегации Пропаганды Веры с 16 ноября 1880 по 1 декабря 1882. Секретарь Священной Конгрегации чрезвычайных церковных дел с 16 ноября 1880 по 1 декабря 1882. Титулярный архиепископ Эраклеи с 1 декабря 1882 по 14 марта 1887. Апостольский нунций в Испании с 19 декабря 1882 по 14 марта 1887. Государственный секретарь Святого Престола со 2 июня 1887 по 20 июля 1903. Председатель Совета Администрации Богатства Святого Престола со 2 июня 1887 по 20 июля 1903. Камерленго Священной Коллегии Кардиналов с 16 января 1893 по 18 мая 1894. Архипресвитер Ватиканской патриаршей базилики и Секретарь Конгрегации фабрики Святого Петра (с 1908 Префект Священной Конгрегация Преподобного Собора Святого Петра) с 21 марта 1894 по 16 декабря 1913. Секретарь Верховной Священной Конгрегации Священной Канцелярии с 30 декабря 1908 по 16 декабря 1913. Библиотекарь Святой Римской Церкви с 26 ноября 1912 по 16 декабря 1913. Кардинал-священник с 14 марта 1887, с титулом церкви Санта-Чечилия с 26 мая 1887.
Кардинал Рамполла 28 августа 1907 года принял в католичество русского протоиерея Сергия Веригина.